# Augyles torretassoi
Augyles torretassoi is een keversoort uit de familie oevergraafkevers (Heteroceridae). De wetenschappelijke naam van de soort is voor het eerst geldig gepubliceerd in 1937 door Mamitza.